# Riccardo Assereto
Riccardo Assereto (* 1937; † 15. September 1976) war ein italienischer Paläontologe  und Geologe. Er war Professor in Mailand.
Er starb bei einem Bergrutsch im Friaul aufgrund eines Erdbebens zusammen mit seinem neunjährigen Sohn Andrea und dem Geologen Giulio Pisa (Professor in Bologna).
Er war Experte für Ammoniten und Stratigraphie der Trias (speziell des Anisium) und zu Feldstudien neben den Alpen (Karnische Alpen) unter anderem im Iran (Stratigraphie und Geologie des Elburs-Gebirges), Bulgarien, Nordafrika, Nordamerika (Texas) und der Türkei. Als Sedimentologe befasste er sich bei Wolfgang Schlager in Miami 1976 auch mit rezenter Karbonatbildung im Meer vor Florida.
1974 schlug er zwei neue Unterstufen des Anisium vor: Bithynium und Aegeum. Diese wurden auch international akzeptiert.

## Schriften
- Fossili dell Anisico superiore della Val Camonica, Rev. Ital. Paleontol. Stratigr., 69, 1963, 1–120
- Revisione della stratigrafia permo-triassica della Val Camonica meridionale (Lombardia), Rev. Ital. Paleontol. Stratigr., 71, 1965
- The paleozoic formations in central Elburz (Iran), Rev. Ital. Paleontol. Stratigr., 69, 1963, 503–543
- The Jurassic Shemshak formation (central Elburz, Iran), Rev. Ital. Paleontol. Stratigr., 72, 1966
- mit P. Barnard, Nerina Fantini Sestini: The stratigraphy of jurassic deposits of central Elburz, Rev. Ital. Paleontol. Stratigr., 74, 1968
- mit Christopher Kendall: Megapolygons in Ladinian limestones of Triassic of southern alpes: evidence of deformations by penecontemporaneous dessication and cementation, J. Sedim. Petrology, 41, 1971, 715–723
- mit Kendall: Nature, origin and classification of peritidal tepee structures and related breccias, Sedimentology 74, 1977, 153–210
- mit Robert Folk: Giant aragonite rays and baroque white dolomite in tepee fillings, Triassic of Lombardy, Italy, 1974 Annual Convention American Association of Petroleum Geologists, San Antonio
- Koordinator und Autor: Triassico, Geologia dell´Italia, UTET, Turin 1973, S. 174–284
- mit A. Desio: Permiano, Geologia dell´Italia, UTET, Turin 1973, S. 123–173
- Artikel Perm und Trias in Enciclopedia della Scienza e della Tecnica, Mondadori, Mailand 1973
- Die Binodusos-Zone. Ein Jahrhundert wissenschaftlicher Gegensätze, Sb. Akad. Wiss. Wien, Math.-Naturwiss. Klasse, 179, 1971, S. 25–55
- Aegean and Bithynian: proposal for two new Anisian substages, in: Die Stratigraphie der alpin-mediterranen Trias, Schriftenreihe Erdwiss. Kommission, Österr. Akad. Wiss. Wien, Band 2, 1974, S. 23–39